# Polyrhachis jacksoniana
Polyrhachis jacksoniana é uma espécie de formiga do gênero Polyrhachis, pertencente à subfamília Formicinae.